# Vladimir Varićak
Vladimir Varićak (Švica kraj Otočca, 16. ožujka 1865. – Zagreb, 17. siječnja 1942.), hrvatski matematičar i teorijski fizičar srpskog podrijetla.
Rođen je u Švici kraj Otočca 1865. godine. 
Osnovnu je pohađao u Sisku, u Petrinji nižu realku koju je završio 1880., a višu realku u Zagrebu koju je završio 1883. godine. Studirao je matematiku i fiziku na Mudroslovnom fakultetu u Zagrebu. Diplomirao je 1888. godine. Doktorirao je već 1891. godine na temu "Teorija nožištnih krivulja". Nakon toga radio je kao profesor na realnim gimnazijama u Zemunu, Bakru, Zagrebu i Osijeku. Predavao je Milutinu Milankoviću. Nastavio je s akademskim napredovanjem te je habilitirao na Mudroslovnom fakultetu 1895. godine. Iste je godine dodijeljena dozvola predavanja na sveučilištu (venia legendi) za algebarsku analizu i sfernu trigonometriju. 1898. je godine osnovana Šumarska akademija. Varićak je u novoj školi kao učitelj matematike i fizike. 1899. je godine postao suplent na Mudroslovnom fakultetu nakon što je otišao prof. Karel Zahradnik u Brno, a već 1902. predaje matematiku kao redovni profesor. Redovni član HAZU od 1904. godine. Vrlo je zaslužan za razvitak hrvatskog matematičara Radivoja Kašanina koji je tada studirao u Zagrebu, i bio je instruktor Đuri Kurepi te Vilimu Felleru. Akademske godine 1921./1922. obnašao je Varićak dužnost dekana fakulteta. Bio je rektor Sveučilišta u Zagrebu od 1921. do 1922. godine. Prorektor je bio nakon rektorskog mandata 1922./1923. te 1928./1929. – 1931./1932. Kad je umro rektor Miler 1928. godine, po drugi je put izabran za prorektora.
Bio je član Češke akademije znanosti, SANU i Hrvatskog prirodoslovnog društva.
Znanstveni interesi prof. Varićaka bili su teorija ravninskih krivulja, teorija funkcija, teorija relativnosti i matematičko-pedagoška problematika. Mnogo je pridonio analiziranju Boškovićeva matematičkog djelovanja. Bio je svjetskog ugleda. Vodio je znanstvenu polemičku korespondenciju s vodećim svjetskim fizičarima poput Einsteina (1909. – 1913.) i drugima.
Premda je za života prvo bio pravoslavac, a kasnije grkokatolik, ustao je protiv teze o navodnom »srpstvu« Ruđera Boškovića i time »dokazao da pripada hrvatskom vjerskom i kulturnom okružju«.